# Janusz Łomża
Janusz Krzysztof Łomża (ur. 29 kwietnia 1963 w Warszawie) – polski prawnik, adwokat, od 2011 do 2015 członek Trybunału Stanu.

## Życiorys
Jest absolwentem Szkoły Podstawowej nr 6 im. Romualda Traugutta w Lublinie i I Liceum Ogólnokształcącego im. Stanisława Staszica w Lublinie. Ukończył w 1987 studia prawnicze na Wydziale Prawa i Administracji Uniwersytetu Marii Curie-Skłodowskiej w Lublinie. Po odbyciu aplikacji adwokackiej w 1993 został wpisany na listę adwokatów. Od tego czasu praktykuje w zawodzie w ramach własnej kancelarii adwokackiej. Działa we władzach regionalnych organizacji prawniczych i gospodarczych.
17 listopada 2011 Sejm VII kadencji wybrał go na członka Trybunału Stanu. Rekomendującym klubem był Ruch Palikota.